# سينما جزائرية
كان لثورة التّحرير الجزائرية أثر بليغ لظهور السينما الجزائرية، بدأت الانطلاقة الرسمية للأفلام الطويلة بعد الاستقلال مع الفيلم التاريخي «الليل يخاف من الشمس» للمخرج مصطفى بديع سنة 1965، وريح الأوراس (فيلم) للمخرج (لخضر حامينا) الذي فاز بجائزة أفضل عمل سينمائي في مهرجان كان 1966 وجائزة أحسن سيناريو في مهرجان موسكو السينمائي الدولي لعام 1967، كذلك سنة 1970 تفوق المخرج محمد الأخضر حمينة بفيلمه وقائع سنين الجمر (فيلم) الذي كان أول فيلم إفريقي يفوز بالسعفة الذهبية في مهرجان كان السينمائي، في السنين الأخيرة أُنتجت عدة أفلام ومنها خارجون عن القانون (فيلم) للمخرجرشيد بوشوارب سنة 2012 وقد ترشح هذا الفيلم لجائزة الأوسكار لأفضل فيلم أجنبي، كذلك فيلم «مسخرة» للمخرج إلياس سالم سنة 2008 الذي اختير كأحسن فيلم في مهرجان قرطاج السينمائي، وأخيرا فيلم الوهراني (فيلم) لنفس المخرج إلياس سنة 2014 الذي أثار ضجة واسعة.

## تاريخ السينما الجزائرية
العام الثالث من ثورة التّحرير الجزائرية، الولاية 01 المنطقة 05 : أربع أو خمس جنود (سقطوا في ميدان الشّرف) كوّنوا النواة الأولى، لفريق الإنتاج المرئي الجزائري.

## البداية
تاريخ سينما الجزائر مديد يعود إلى البدايات الأولى للسينما العالمية، فعلا، لقد كانت الجزائر مسرحا للسينماتوغراف منذ نشأته في أواخر القرن التاسع عشر، إذ كلف الأخوان لوميير المصور (فيليكس مسغش) بتصوير مشاهد من الجزائر، فكانت قائمة الأشرطة طويلة تم عرضها سنة 1897، ومنها (الجزائر)، (دعوة المؤذن)، و (ساحة الحكومة) و (الميناء) وكذلك مشاهد من تلمسان، وتستقطب المناظر الجزائرية الكثير من المخرجين المشهورين في السينما الصامتة أمثال (جاك فيدر) وفيلمه (الأتلنتيد)، وكذلك (جان رنوار) مع فيلمه (البلد) 1929، وبعد ذيوع السينما الناطقة في أوروبا يصور كل من (جوليان دوفيفيه) و (كريستيان جاك) فيلمين مهمين هما) غولغوطا 1934 و (واحد من الكتيبة) 1937 مع الممثل المشهور (فرناندال)، وتشهد الجزائر سنة 1937 تصوير فيلم (بي بي الموكو) (لجوليان دوفيفيه) مع (جان غابان)، كما صورت بعد الحرب العالمية الثانية العديد من الأفلام الأقل شهرة إلى غاية سنة 1954 وكانت حصيلة هذه المرحلة من الزمن ما يقارب ثمانين فيلما مطولا، تصنف كلها ضمن (السينما الكولونيالية) ولكن هذا لا يمنعنا من اعتبارها ضمنا سينما جزائرية قبلية، فمن غير المعقول أن نمحو كل آثار الماضي الاستعماري، كما أن تلك الأحداث الثقافية والفنية كان لها تأثير غير مباشر على الجزائريين في تلك الحقبة من الزمن، كما يعود الفضل في ظهور أول عمل وثائقي مصور حول ثورة التحرير الجزائرية لمخرج فرنسي التحق بصفوف جبهة التحرير الوطني وهو (رونيه فوتي) بفيلمه (الجزائر تحترق)، وفي سنة 1957 تتكون خلية للإنتاج السينمائي لخدمة الثورة التحريرية دعائيا، تضم كلا من جمال شاندرلي ومحمد لخضر حامينا وأحمد راشدي، أما الانطلاقة الفعلية للأفلام السينمائية الخيالية المطولة فتعود إلى فترة الاستقلال مع الفيلم التاريخي (الليل يخاف من الشمس) لمصطفى بديع 1965 و (ريح الأوراس) للخضر حامينا 1966 مرورًا بـ (تحيا يا ديدو) لمحمد زينات سنة 1971 و (سقف وعائلة) لرابح لعراجي 1982 وغيرها من الأفلام الجادة، بعدما كانت تحمل بوادر الانتعاش في السبعينيات والثمانينيات، انتابت السينما الجزائرية حالة من التدهور لتصل مع حلول التسعينيات من القرن العشرين إلى وضعية كاسدة من الناحية الميدانية، فصدور أي فيلم جزائري جديد لم يعد يحدث ضجة إعلامية أو فكرية، بل لم يعد يلفت الانتباه، والسبب الأساسي يعود إلى إهمال السوق الداخلية بالإعداد الجيد لقاعات العرض وكذا الجانب الإشهاري الذي يلعب دورا مهما في توجيه فكر وذوق المشاهد.
جل الأفلام الجزائرية الحديثة العهد تعرض أول ما تعرض خارج الجزائر، إما في المهرجانات الدولية أو في قاعات العروض العادية ولا يتعرف عليها الجمهور الجزائري إلا بعد مرور مدة غير قصيرة.
ظل النقاد والمؤرخون الجزائريون ولا يزالون يؤصلون لتاريخ السينما في الجزائر، بداية من اندلاع الثورة التحريرية ثم فترة الاستقلال فقط، وتبدو لهم السينما القبلية مرآة لمجتمع غير جزائري وبالتالي لا علاقة له بالسينما الجزائرية، في حين تعرف نفس السينما هجرة مكثفة لرجالها إلى فرنسا، وحتى إن جاهدوا في إنتاج وإخراج أفلام تصور واقعهم، إلا أن منبعها وفكرها ووسائلها ليست جزائرية، نذكر منها (شاب) لرشيد بوشارب 1990 و (حب ممنوع) لسيد علي فتار 1990 و (مائة بالمائة أرابيكا) لمحمود زموري 1997 و (زوزو) لمرزاق علواش 2003 وكذلك (باب الواب) للمخرج نفسه 2005.

## بعد الاستقلال

عطلة المفتش الطاهر

لقد مرت السينما الجزائرية بعد الاستقلال بمرحلتين مهمتين من حيث التطور الأيديولوجي لأصحابها، فقد كانت المرحلة الأولى تأسيسية لهذا النوع من الفنون، وكان السينمائيون يتخبطون في إشكالية تحديد هويتهم بالنسبة للآخر الذي يمثله الغرب، وفي المرحلة الثانية وبالتحديد في الثمانينيات من القرن العشرين، تحدث القطيعة بين السينمائي وهويته نتيجة للانتكاسات، التي ما فتئت تنخر أمجاد الأمة في عصرها الحديث، وتحدث الردة ويتحول السينمائي من حامل لآمال وآلام مجتمعه إلى سينمائي فقط، وتغدو بذلك الصناعة الفيلمية الهدف الأسمى لكل عامل في هذا الحقل من الفنون، إلى درجة الاستسلام للطموحات الفردية بمعزل عن سيرورة الواقع والتاريخ، ولكيلا نحيد عن النقد الفني الموضوعي نقول إن المجال السينمائي يحكمه المقياس الفني قبل كل شيء، فلا يجوز التأريخ للفن السابع بمنظار سياسي محض بعيدا عن منطق الفنون، ولهذا نؤكد على تنوع الأنماط السينمائية في الجزائر، فمن الناحية التاريخية يمكن أن نقسمها إلى سينما ما قبل الاستقلال وإلى ما بعده.
إن الفضاء الجغرافي هو العامل المشترك بين القسمين، فالسينما القبلية هي سينما المستعمر، بطلها مغامر أوربي وقائد عسكري فرنسي، أما السكان الأصليون فلا يظهرون إلا في صور مشوهة لا تعكس الحقائق الواقعية، وكان على الجزائريين انتظار الاستقلال السياسي كي يصبحوا موضوعا حقيقيا للقصص السينمائية، وهذا الغياب عرفه الأدب قبل السينما، وصدرت صرخات مدوية من الروائيين الجزائريين في العهد الاستعماري، بالرغم من اتخاذهم اللغة الفرنسية وسيلة لكتابتهم، حيث لفتوا الانتباه إلى أوضاع الشعب الجزائري، والأهم من ذلك الالتفات إلى العنصر العربي المسلوب الحقوق، والذي يعيش على هامش الحياة، وتحويله إلى بطل أي إثبات ذاته المستقلة عن المستعمر، ويتجسد ذلك بخاصة في روايات الكاتب محمد ديب ومنها الدار الكبيرة والحريق ثم النول، التي لم يتعرف عليها المشاهد إلا من خلال مسلسل (الحريق) للمخرج مصطفى بديع سنة 1974، وكذلك روايات مولود فرعون ومنها (أبن الفقير) (والدروب الصاعدة)، وكانت رواية مولود معمري الأفيون والعصا الأكثر حظا، ويمكن تحديد مرحلة الستينيات كميلاد فعلي لسينما ما بعد الاستقلال، وهي تضم الإنتاج الخاص والعام، وكذلك سينما المهجر ثم الإنتاج المشترك الذي برز بأْعمال عالمية منها (معركة الجزائر) للمخرج الإيطالي (جيلو بنتكرفو) سنة 1966 و (الغريب) (للوكينو فشكنتي) سنة 1968 وكذلك (زاد) (لكوستا جافراس) 1968، ونعثر في هذا النوع على فيلم طريف لمغامرات الوسترن السباجيتي (ثلاثة مسدسات ضد سيزار) للمخرج الإيطالي (إينزو بيري)، بمعية المخرج موسى حداد سنة 1967.

## واقع السينما في الجزائر

ريح الأوراس

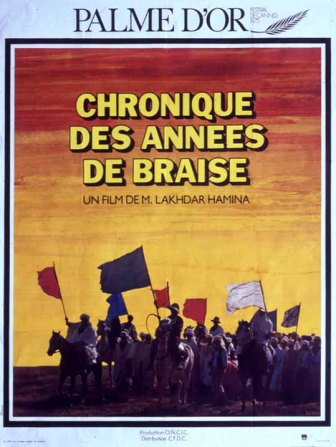
وقائع سنين الجمر

فلم معركة الجزائر

إن الأفلام الجزائرية بالرغم من قلتها استطاعت أن توجد لها مكانة في المحافل السينمائية الدولية وأشهرها وقائع سنين الجمر (فيلم) للخضر حامينا الذي نال السعفة الذهبية بمهرجان كان بفرنسا 1975، وبالرغم من ذلك ظلت هذه الأفلام بعيدة عن المشاهد الجزائري الذي وجدت من أجله وفي بعض الأحيان كان المشاهد نفسه بعيدا عنها.
ومع مرور الزمن ازداد السينمائي بعدا عن المشاهد فازداد بدوره بعدا عنه. ففي ذروة السينما الجزائرية كان مسيروها يشتكون من إعراض المشاهد عن الأعمال المسماة (وطنية) فهذا محمد بوعماري 1972 يتساءل كيف يقبل المشاهد على أفلام أوربية مثل (جرعة حب حقيقية) للويجي كومنشيني و (مشاهد من الحياة الزوجية) لانجمار برجمان، في حين لا يجد الإقبال نفسه على فيلمه (الفحام) 1972 بالرغم من محاولته الجادة في البحث عن جمالية للأعمال السينمائية، والموقف ذاته يدلي به المخرج الكبير (لخضر حامينا)، إذ يرى أن الإنتاج الجزائري لا يلقى الإقبال اللائق عند الجمهور، ويستثنى من هذه الأعمال بعض الأفلام التجارية المشهورة، نذكر منها (معركة الجزائر) 1965 و (الأفيون والعصا) لأحمد راشدي 1970، وكلاهما يعرض أحداث الثورة الجزائرية، وقد لقيا استجابة تامة لدى الجمهور فكانت نسبة مشاهدة الفيلم الأخير عالية جدا، واستحوذ الفيلم الكوميدي على اهتمام الجمهور بداية من فيلم (حسن الطيرو) للخضر حامينا 1968 و (عطلة المفتش الطاهر) لموسى حداد 1972 و (عمر قتلاتو) لمرزاق علواش 1976 وكذلك (هروب حسن الطير) لمصطفى بديع 1976 و (حسن نية) لجوثى بن ددوش وأيضا (التاكسي المخفي) لابن عمر بختي 1989م.

## إنتاج التلفزيون الوطني للافلام والمسلسلات من 1970 إلى 1979
- قصة حورية 1970، 50 د خالد معاشي

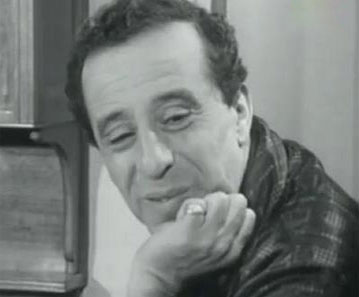
الفنان الكبير رويشد

- الذهاب والإياب 1970، 90 د أحمد لعلام
- الحريق (مسلسل) 1971، 10 س و20 د مصطفى بديع
- يوميات عامل 1972، 100 د محمد افتيسان
- المغتصبون 1972، 85 د الأمين مرباح
- نوة 1972، 90 د عبد العزيز طالبي
- الطرفة 1972، 2 سا الهاشمي الشريف
- المصب 1972، 110 د محمد الشويخ
- قرب الصفصاف 1972، ساعة موسى حداد
- البعض والاخرون 1972، 70 د محمد بن صالح
- شعبية 1974، ساعة و45 د الحاج عبد الرحمان
- فرنسا الأخرى 1975، 70 د علي غالم
- على رجل وحدة عبر الحدود 1975، 50 د محمد بن سلامة
- تجار الأحلام 1977، 2 س و40 د محمد افتيسان
- علي في بلد العجائب 1977، 75 د جهرا عبودة
- حيزية 1977، 2 س محمد حازرلي
- سفر إلى العاصمة 1977، 82 د علي عقيقة
- مغادوة نيوفي 1977، 60 د محمد الكاما
- عصافير الصيف 1978، 92 د عبد الرحمان بوكرمونة
- المفيد 1978 ساعة و45 د التومي
- ليلى والاخريات 1978 ساعة و45 د سيد علي مزيف
- زواج المغفلين 1978، 80 د الحاج رحيم
- تشريح مؤامرة 1978، ساعة و45 د محمد سليم رياض
- نوبة نساء جبل الشنوة 1978، ساعة و55 د آسيا جبار
- حسان طيرو في الحرب 1978، موسى حداد
- زينة (مسلسل) 1978، 11 س و15 د البشير بلحاج
- دموع الدم 1978، 85 د علي عقيقة
- العنكبوت 1978، 85 د رشيد بن إبراهيم
- العودة 1979 2 سا بختي
- نهلة 1979 2 سا و45 د فاروق بلوفة.

## الأعمال السينمائية
انظر قائمة الأفلام الجزائرية
1965: الليل يخاف من الشمس 
1966: ريح الأوراس 
1968: العصا و الأفيون 
1986: حسان طيرو 
1968: الثائرون 
1970: حورية
1971: دورية نحو الشرق 
1972: يوميات عامل 
1972: المغتصبون 
1972: نوة 
1973: عطلة المفتش الطاهر
1974: هروب حسان طيرو 
1975: أولاد نوفمبر 
1975: وقائع سنين الجمر 
1975: المفتش الطاهر يسجل الهدف
1976: الشبكة 
1976: رحلة شويطر
1976: عمر قتلتو الرجلة 
1977: تجار الأحلام 
1977: حيزية 
1977: بني ههدل 
1979: رياح الجنوب 
1979: العودة 
1979: القطوطة 
1980: زواج موسى  
1981: كحلاء و بيضاء 
1982: سركاجي 
1982: أبناء القصبة 
1982: حسان طاكسي 
1982: رياح الرمال 
1983: المحادثة 
1983: إمرأة لابني 
1985: الشيخ بوعمامة 
1985: مابعد البترول 
1985: سامية و أبيها 
1985: البوكسور 
1986: الصورة الاخيرة 
1986: مغامرات رميمز 
1986: ميدالية حسان 
1987: ابواب الصمت 
1989: القلعة 
1989: الطاكسي المخفي
1989: الصحراء بلوز 
1990: عايلة كي الناس 
1991: يد الساحرة 
1991: من هولييود إلى تمنراست
1991: شاب 
1992: إمرأتان 
1993: خريف أكتوبر الجزائر العاصمة
1993: الحافلة 
1994: باب الواد سيتي
1994: كرنفال في دشرة 
1995: مورتوري
1996: قنيبري 
1996: الصامدون 
1997: ولد العائلة 
1998: عيد الكبير 
1999: ماد إن 
1999: الفراشة لن تطير 
2001: شوارع الجزائر 
2002: رشيدة
2003: الندم 
2004: تحيا الجزائر
2005: باب الواب  
2005: بور ابيض احمر
2006: بركات 
2006: قوربي بلاص 
2007: مورتوري 
2007: المحنة 
2007: شاب حسني 
2007: مال وطني 
2007: خالي و التليغراف 
2007: بدون تأشيرة 
2007: المطردون 
2008: مسخرة 
2008: كندي 
2009: وجه لوجه 
2010: الفيرمة 
2010: خارجون عن القانون 
2011: لي زميقري 
2011: نورمال!
2011: ابعيد فبلاد 
2012: أحمد زبانة 
2012: الحنينة 
2012: دموع الامهات 
2012: الانحراف 
2013: السر  
2013: الهجرة 
2013: أوتار 
2013: ساعي البريد 
2013: السطوح
2014: أبواب الشمس الجزائر إلى الأبد 
2014: الوهراني 
2014: كريم بلقاسم 
2015: الماسة 
2015: العقيد لطفي 
2015: ويبقى الأمل 
2015: الجار قبل الدار 
2015: أيادي الورد 
2015: العشيق 
2015: صرخة ضد العنف 
2015: البحار 
2016: قنديل البحر 
2016: عنتر في المدينة
2016: وسط الدار 
2016: الخرساء  
2018: العربي بن مهيدي 
2019: بابيشة
2020: هيليوبوليس
2021: الحياة ما بعد
2024 : أرض الانتقام
2024 : 196 متر

## الأزمة المحدثة
إن الأزمة المحدثة في الإنتاج والتوزيع السينمائي أثرت سلبا على اهتمام المشاهد، فما كان له من سبيل إلا البحث عن أنماط سينمائية بديلة، فبعد ما كانت السينما الإيطالية بأفلام الوسترن (وكذلك السينما الفرنسية والهندية)، مسيطرة على قاعات السينما في السبعينيات تحولت الأنظار إلى السينما الأمريكية على مختلف مشاربها، ومع انتشار القنوات التلفزيونية للأفلام وظهور أنظمة الفيديو و (دي في دي) و (الفي سي دي) أصبح المشاهد أكثر حرية واستقلالا في الاختيار والترفيه، إن هذا التحول العميق في ذوق المشاهد، لم يلفت اهتمام العاملين في حقل السينما، بل كان هدفهم الوحيد عرض الإنتاج في المحافل الدولية للتعريف بالمخرج أو الممثلين مع الإصرار على عدم وجود المشاهد، ففي الدورة التاسعة عشرة لمهرجان السينما الإفريقية بواغادوغو في مارس 2005 يتوج الممثل سيد علي كويرات بجائزة أحسن ممثل لدوره في فيلم (المشكوك فيهم) لكمال دهان، وهي قصة مقتبسة من رواية للأديب الطاهر جعوط، بينما يتميز فيلم (المنارة) لبلقاسم حجاج بجانبه التقني فيحصل على جائزة أحسن صوت، على أن الأفلام الجزائرية حافلة بجوائز المهرجانات الدولية المختلفة، بيد أنها تفتقر لتشريف المشاهد الجزائري، حيث صادر السينمائيون رأيه فهو في النهاية الذي يتابع ويقيم ويحكم، وهو بالتالي يحدد مدى فاعلية الإبداع السينمائي وقدرته على التأثير والإمتاع، ولكيلا يبقى المشاهد يعيش في خيال ووهم السينما الغربية يجب أن ننمي فيه الذوق الفني كي يتمكن من التمييز بين الأعمال الإبداعية ويكون له بذلك مواقف خاصة وردود أفعال محددة نحو كل عمل سينمائي يصدر في حينه، ولهذا مازلنا نتساءل: عن موقف المشاهد من أفلام مهمة مثل (القلعة) لمحمد شويخ 1992 و (جبل باية) لعز الدين مدور 199 و (ريح النسيان) لبلقاسم حجاج 2003 و (رشيدة) ليمينة شويخ 2003، كي يصل الإنتاج السينمائي إلى المشاهد يمر عبر مسار معقد يبدأ بالإنتاج، ويمر بالتصوير ثم التركيب ليصل إلى التوزيع، لذا نتساءل هل يكفي الكلام عن إحياء السينما دون تخطيط حقيقي وفعلي لقطاعات الإنتاج والتوزيع.

## مسلسل بوقرون
«بوقرون» مسلسل كوميدي تدور أحداثه بين عامي 2018 وما قبل 30 ألف سنة، وتحكي مشاهده الفنتازية قصة «مسعود» العبقري الذي يخترع آلة الزمن لأخذه إلى المستقبل، لكنها تأخذه بدل ذلك إلى الماضي، لتبدأ سلسلة من الأحداث والحروب في مملكة بوقرون.
العمل من إخراج وإنتاج ريم غزالي وبطولتها، إلى جانب كل من حميد عاشوري، نوال زعتر، موني بوعلام، فريدة كريم، فوزي سايشي وآخرين.

## وصلات خارجية
- وزارة الثقافة الجزائرية
- المعهد الوطني العالي للسينما
- المعهد العالي للفنون المسرحية
- دراما جزائرية

## معرض الصور

فيلم أبواب الشمس (أكشن)
الوهراني (فيلم)
فيلم لطفي
الخارجون عن القانون
فيلم مدام كوراج
الفيلم الكوميدي الطكسي المخفي
فيلم الشيخ بوعمامة